# Steef de Bot
Steef de Bot (Amsterdam, 18 januari 1991) is een Nederlands acteur.
De Bot is in 2013 afgestudeerd aan de Toneelacademie Maastricht. Hij speelde rollen in diverse theater-, film- en televisieproducties, waaronder de televisieseries Ares als Joost van Moerland en Vliegende Hollanders als de jonge Albert Plesman.
De Bot richtte de Stichting Icarus op, een stichting die zich inzet voor kinderen en jeugdinstellingen. Daarnaast is hij ook samen met Kay Greidanus eigenaar van het filmproductiebedrijf Icarus Film.

## Theater
Selectie:
- 2012: Volle Maan – Toneelgroep De Appel
- 2013: De staat van de mens – Toneelacademie Maastricht
- 2014: Jesus Is My Homeboy – YoungGangsters
- 2015: Hallo angst – Festival CEMENT
- 2015: De therapiegeneratie – Hartenjagers
- 2016: Lord of the Flies – NTjong
- 2018: Robin Hood – Toneelgroep Oostpool